# Weinberggraben
Der Weinberggraben ist ein Meliorationsgraben auf der Gemarkung von Holbeck, einem Ortsteil der Gemeinde Nuthe-Urstromtal in Brandenburg.
Der Graben entwässert eine landwirtschaftlich genutzte Fläche nordöstlich der Wohnbebauung von Holbeck. Er ist dabei so angelegt, dass das zu entwässernde Wasser sich an der nördlichen Spitze in einer Vertiefung ansammelt. Eine Ableitung in den nördlich gelegenen Hollertgraben ist im Jahr 2020 nicht vorgesehen.